# Pasir Mas
Pasir Mas – miasto w Malezji w stanie Kelantan. W 2000 roku liczyło 17 217 mieszkańców.